# TON Piła-Staszyce
Telewizyjny Ośrodek Nadawczy Piła-Staszyce (dawniej TON Piła-Masztowa) – maszt radiowo-telewizyjny o wysokości 108 m znajdujący się w Pile, w dzielnicy Staszyce, przy ul. Masztowej.

## Historia
Maszt został zbudowany w 1973 roku według projektu inżyniera Bogdana Toboły i oddany do użytku 22 lipca 1973. Zastąpił on pochodzący z 1967 roku przekaźnik znajdujący się w centrum miasta, na wieżowcu "Piła Wita".

## Parametry
- Wysokość posadowienia podpory anteny: 80 m n.p.m.
- Wysokość zawieszenia systemów antenowych: Radio: 68, 95, TV: 70, 90 m n.p.t.

## Transmitowane programy

### Programy telewizyjne
Programy telewizji analogowej zostaną wyłączone 20 maja 2013 r.
| LP | Program | Właściciel | Częstotliwość | Numer kanału | Moc transmisji |
| -- | ------- | ---------- | ------------- | ------------ | -------------- |
| 1  | TVN     | TVN S.A.   | 511,25 MHz    | 26           | 1 kW           |